# 大東文化大学硬式野球部
大東文化大学硬式野球部（だいとうぶんかだいがくこうしきやきゅうぶ、Daito Bunka University Baseball Team）は、首都大学野球連盟に所属する大学野球チーム。大東文化大学の学生によって構成されている。ユニホームは白色（ホワイト）にミスグリーン（スクールカラー）の中央から縦に二本ライン、左袖に横じま二本ライン。

## 創部
- 1966年（昭和41年）創部。

## 歴史
1966年に首都大学野球連盟へ加盟。2部リーグでは最多の28回の優勝を誇る。1972年春に1部リーグ初優勝を飾るが、それ以降は1部下位に低迷することが多く、2014年春に2部に降格してからは2部ですら下位に沈むことが増えている。

## 本拠地
- 大東文化大学東松山校舎グラウンド

## 記録
- 1部リーグ優勝1回（1972年春）
- 2部リーグ優勝28回
- 全日本大学野球選手権大会出場1回（1972年）

## 主な出身者
プロ野球選手
- 鈴木照雄（野手、元阪神、元太平洋クラブ・クラウンライター）
- 島津佳一（野手、元日本ハム、元クラウンライター）
- 石井邦彦（投手、元日本ハム）
- 川井進（雄太）（投手、元中日）